# Franz Oswald
Franz Oswald (Jena, 9 de Agosto de 1915 - 13 de Janeiro de 2003, Munique) foi um piloto alemão da Luftwaffe durante a Segunda Guerra Mundial. Começou a sua carreira como observador, voando em aviões Dornier Do 17 e Junkers Ju 88. Em 1942 deixou de ser observador e tornou-se piloto de aviões Hs 129. Combateu nos céus de França, Tunísia, Sardenha e Rússia. Voou mais de 300 missões de combate, nas quais destruiu cerca de 44 tanques inimigos. Sobreviveu à guerra com queimaduras nas mãos, coxas e cara, provocadas por um acidente que ocorreu no cockpit da sua aeronave enquanto a pilotava.